# Altengesees
Altengesees ist ein kleines Dorf inmitten des Thüringer Schiefergebirges mit 176 Einwohnern (Stand Juni 2023). Es ist ein Ortsteil der Gemeinde Remptendorf im Saale-Orla-Kreis.

## Geografie
Der Ort Altengesees befindet sich, etwas abgelegen von größeren Straßen, in einer flachen Senke, umgeben von bewaldeten Hügeln. Die Gemarkung des Ortes ist mit einer Fläche von 423 ha ausgewiesen.

## Verkehr
Mit den Linien 554 und 630 der KomBus hat Altengesees Anschluss an den Kernort Remptendorf sowie an die Städte Bad Lobenstein, Leutenberg und Saalfeld (Saale).

## Geschichte
Erstmals urkundlich erwähnt wurde der Ort im Jahr 1517, jedoch soll sich bereits um 1300 eine Kapelle an gleicher Stelle befunden haben. Altengesees ist einer der Stammsitze des Adelsgeschlechtes von Watzdorf. Der Name hat mit den Hintersassen zu tun.
Bereits im Jahr 1696 wurde im Ort die erste Schule erbaut. Die Kirche und die über 200-jährige Orgel, gebaut von Christian August Gerhard, wurden restauriert und unter Denkmalschutz gestellt. 
Der Ort gehörte zur reußischen „Herrschaft Ebersdorf“, die zeitweise zu den Linien Reuß-Lobenstein und Reuß-Ebersdorf gehörte. 1848 kam der Ort zum Fürstentum Reuß jüngerer Linie (ab 1852 zum Landratsamt Schleiz) und 1919 zum Volksstaat Reuß. Seit 1920 gehört der Ort zu Thüringen.
Von 1952 bis 1994 gehörte Altengesees zum Kreis Lobenstein (bis 1990 im Bezirk Gera). Ab 1993 war es Mitglied in der Verwaltungsgemeinschaft Saale-Sormitz-Höhen bis zur Eingemeindung durch die Gemeindegebietsreform in Thüringen vom 1. Juli 1999. Seither ist es ein Ortsteil der Gemeinde Remptendorf.

### Einwohnerentwicklung
Entwicklung der Einwohnerzahl (Stand jeweils 31. Dezember):
| - 1994: 225 - 1995: 228 - 1996: 231 | - 1997: 246 - 1998: 260 |

Datenquelle: Thüringer Landesamt für Statistik

## Wappen
Das Ortswappen ist geprägt von der Geschichte als Stammsitz derer von Watzdorf und zeigt einen Stuhl, das Holzgestell in brauner Farbgebung mit grünem Bezugsstoff.

## Wirtschaft
Größter Arbeitgeber im Ort sind die Wohnstätten des Christopherushof und die sich anschließende(WfbM) Werkstatt für Menschen mit Behinderung. Ebenso sind einige Handwerker ansässig und Ferienwohnungen bieten Urlaub auf dem Dorfe an.

## Persönlichkeiten
- Johann Gottfried Hoefer (1719–1796), Direktor des herzoglichen Kunst- und Naturalienkabinetts, Vorläufer des heutigen Herzog Anton Ulrich-Museums und des Naturhistorischen Museums in Braunschweig